# Gabrilovac
Gabrilovac est un village de la municipalité de Đurđenovac (comitat d'Osijek-Baranja) en Croatie. Au recensement de 2011, le village comptait 63 habitants.